# Havant
Havant este un oraș și un district ne-metropolitan situat în Regatul Unit, în comitatul Hampshire, regiunea South East, Anglia.